# 81 Tauri
81 Tauri är en misstänkt variabel (VAR:) i Oxens stjärnbild.
81 Tau har visuell magnitud +5,48 och varierar utan fastställd amplitud eller periodicitet.